# A Lover’s Question

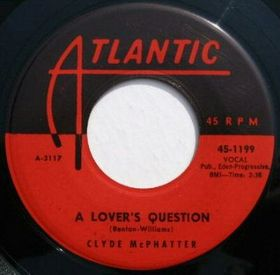
A Lover’s Question

A Lover’s Question ist ein Rhythm-and-Blues-Song aus dem Jahr 1958, der ein Hit für Clyde McPhatter wurde. Geschrieben haben den Song Brook Benton und Jimmy T. Williams.
Der Song war McPhatters erster Top-10-Hit, nachdem er The Drifters verlassen hatte. Benton sang die Demoversion des Songs und der Songproduzent Clyde Otis spielte sie Jerry Wexler und Ahmet Ertegun vor, die vom Song begeistert waren und ihn bei Atlantic Records veröffentlichten. Auf der B-Seite der Single befindet sich I Can’t Stand Up Alone.

## Text
Im Song stellt sich der Sänger verschiedene Fragen, die einen Verliebten bewegen. Ist sie treu, (I’d like to know when she’s not with me, if she’s still true to me), fühlt sie das gleiche (I’d like to know when we’re kissing, does she feel just what I feel), auch möchte er gerne wissen, wo die Antwort zu finden ist (Oh, tell me where, the answer lies,is it in her kiss or in her eyes).

## Charterfolge
Der Song erreichte Platz sechs in den Billboard-Hot-100-Charts und in den Rhythm-and-Blues-Charts von Billboard für eine Woche Platz eins. Die Coverversion des Country-Sängers Del Reeves aus dem Jahre 1970 erreichte Platz 14 der Billboard Country Songs; die von Jacky Ward 1978 Platz drei der gleichen Charts.

## Weitere Coverversionen
- Tony Christie
- Jay and The Americans
- Ben E. King
- Kenny Loggins and Messina
- Ronnie Mc Dowell
- Lou Rawls
- Otis Redding